# الجرف (النادرة)

تعديل مصدري - تعديل

الجرف محلة تابعة لقرية وادي الردي، التابعة لعزلة شعب المريسي بمديرية النادرة إحدى مديريات محافظة إب في الجمهورية اليمنية، بلغ تعداد سكانها 43 حسب تعداد اليمن لعام 2004.